# 克里斯多夫·卡斯
克里斯多夫·卡斯（Christopher Kas，1980年6月13日—）是一位德國職業網球運動員。他曾参加2012年夏季奥林匹克运动会，在混合双打项目上获得第四名。
截至目前為止，卡斯奪得3座ATP雙打冠軍。

## 外部連結
- 克里斯多夫·卡斯（英文/西班牙文）的官方資料
- 克里斯多夫·卡斯的國際網球總會 職業／青少年 官方資料（英文）
- 克里斯多夫·卡斯的官方資料（英文）